# Тодор Христов – Офицерчето
Вижте пояснителната страница за други личности с името Тодор Христов.
Тодор Христов, известен и като Офицерина и Офицерчето, е български военен и революционер, деец на Вътрешната македоно-одринска революционна организация.

## Биография
Христов е роден на 20 януари 1883 година в София, България. Някои източници погрешно твърдят, че е роден в град Велес, тогава в Османската империя, тъй като родителите му са бежанци оттам. Учи във Военното на Негово Княжеско Височество училище в София, което завършва в 1902 година, като получава първа награда за най-добър успех. Започва служба в 1-ви кавалерийски дивизион в София. В началото на пролетта на 1903 година напуска военната служба и заминава за Македония, като влиза в четата на Пито Гули, действаща в Крушовско. На Смилевския конгрес на Битолския революционен окръг през май 1903 година е избран за член на Горското началство и за военен ръководител на въстанието в Крушево. По време на Илинденско-Преображенското въстание през лятото на 1903 година е сред ръководителите на защитата на Крушевската република в битката на Слива. В края на въстанието, прави опит да се изтегли към България заедно с група от 18 четници. Те са открити и в битката на 21 септември край село Биляча, в днешната сръбска община Буяновац, загиват Тодор Христов и още 11 четници.